# Naftali Herz Imber
Naftali Herz Imber (héberül: נפתלי הרץ אימבר, jiddis nyelven: נפתלי הערץ אימבער, ukránul: Нафталі Герць Імбер, de ismert még Naphtali Tzvi Imber, Naphtali Zvi Imber, Naphtali Hertz Imber vagy Naphtali Hirsch Imber néven is) (1856 – 1909. október 9.) a Hatikva, az izraeli himnusz költője.

## Élete
Złoczów-ban született (jelenleg Zolocsiv, Ukrajna), a Habsburg Birodalom egy galíciai városkájában. Már tízéves korától kezdve elkezdett verseket írni, néhány évvel később díjat kapott Ferenc József császártól Bukovinának az Osztrák Birodalomhoz való csatolásának 100 éves évfordulójára írt költeményéért. Fiatal korában beutazta Magyarországot, Szerbiát és Romániát.
1882-ben Palesztinába utazott Sir Laurence Oliphant titkáraként. Jeruzsálemben adta ki első verseskötetét Morning Star címmel (héberül: ברקאי; Barkai). Ennek a kötetnek az egyik verse volt a Tikvateinu (Our Hope = Reményünk), amelynek első változatát még 1877-ben Iașiban (Romaniában) írta. Ez a költemény vált előbb a cionisták, majd Izrael állam himnuszává.
1887-ben visszatért Európába és Londonban élt, majd ismét utazni kezdett, előbb Indiába ment, végül 1892-ben az Amerikai Egyesült Államokba költözött. Úgy írták le, mint egy vagabund, részeges zsidó költőt, aki legfőbb istenének Hébét és Bacchust nevezte. A fontos dolgok kigúnyolása és kaján közönséges szellemesség jellemezte műveit. Omar Khajjám műveit fordította le héber nyelvre.
New Yorkban halt meg 1909-ben idült alkoholizmus következtében, 1953-ban szállították földi maradványait Jeruzsálembe, a Har HaMenouhot temetőbe.

## Fordítás
- Ez a szócikk részben vagy egészben  a   Naftali Herz Imber című angol Wikipédia-szócikk fordításán alapul.  Az eredeti cikk szerkesztőit annak laptörténete sorolja fel. Ez a jelzés csupán a megfogalmazás eredetét és a szerzői jogokat jelzi, nem szolgál a cikkben szereplő információk forrásmegjelöléseként.